# Chiesa di San Juan el Real (Oviedo)

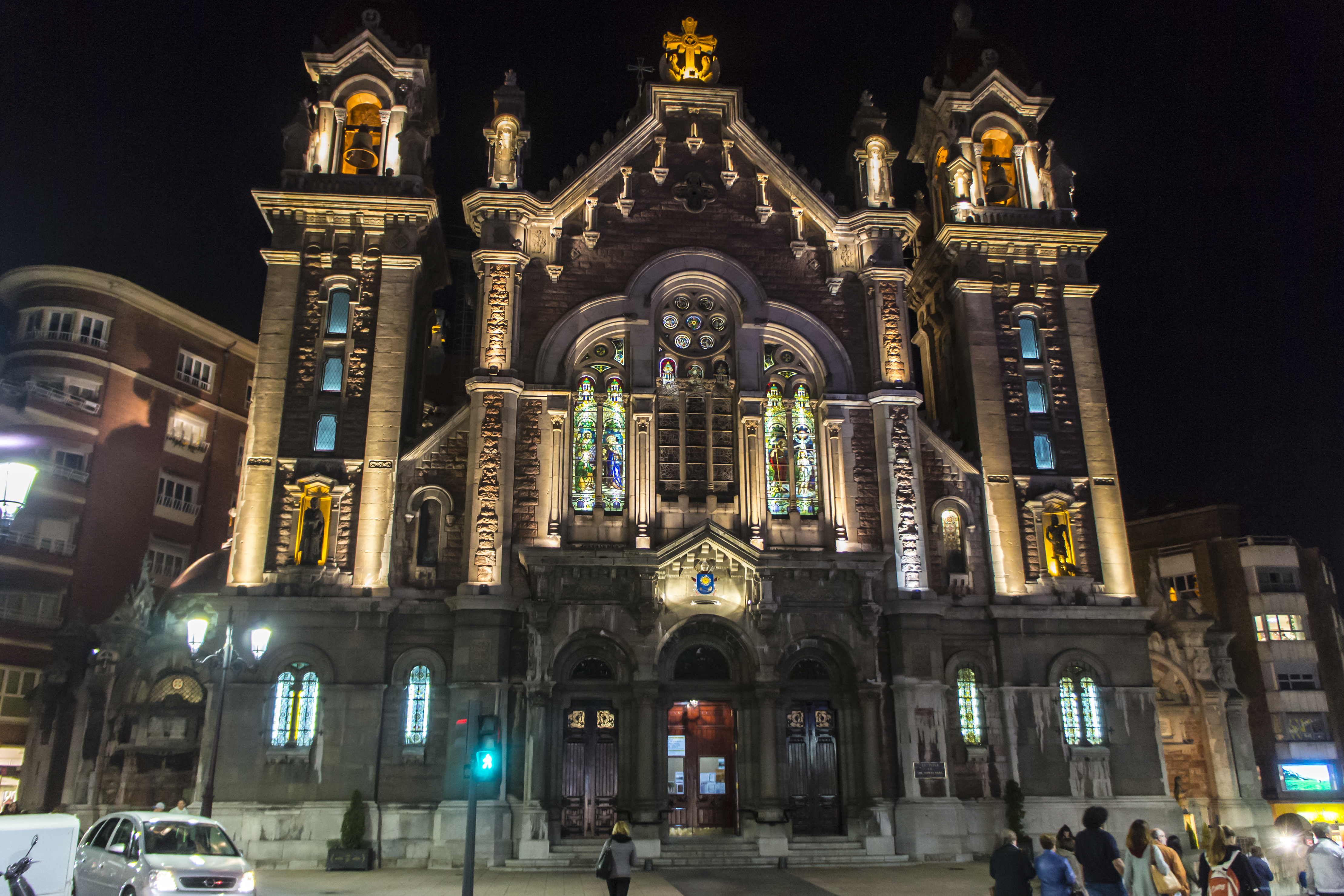
Veduta notturna della facciata della chiesa di San Juan el Real

La chiesa di San Juan el Real è una chiesa di Oviedo dedicata a san Giovanni Battista ed eretta in stile neoromanico tra il 1912 e il 1915. Si trova tra la via Melquíades Álvarez e Gaspar Casal. Il 24 settembre 2014 è stata elevata al rango di Basilica minore.

## Descrizione

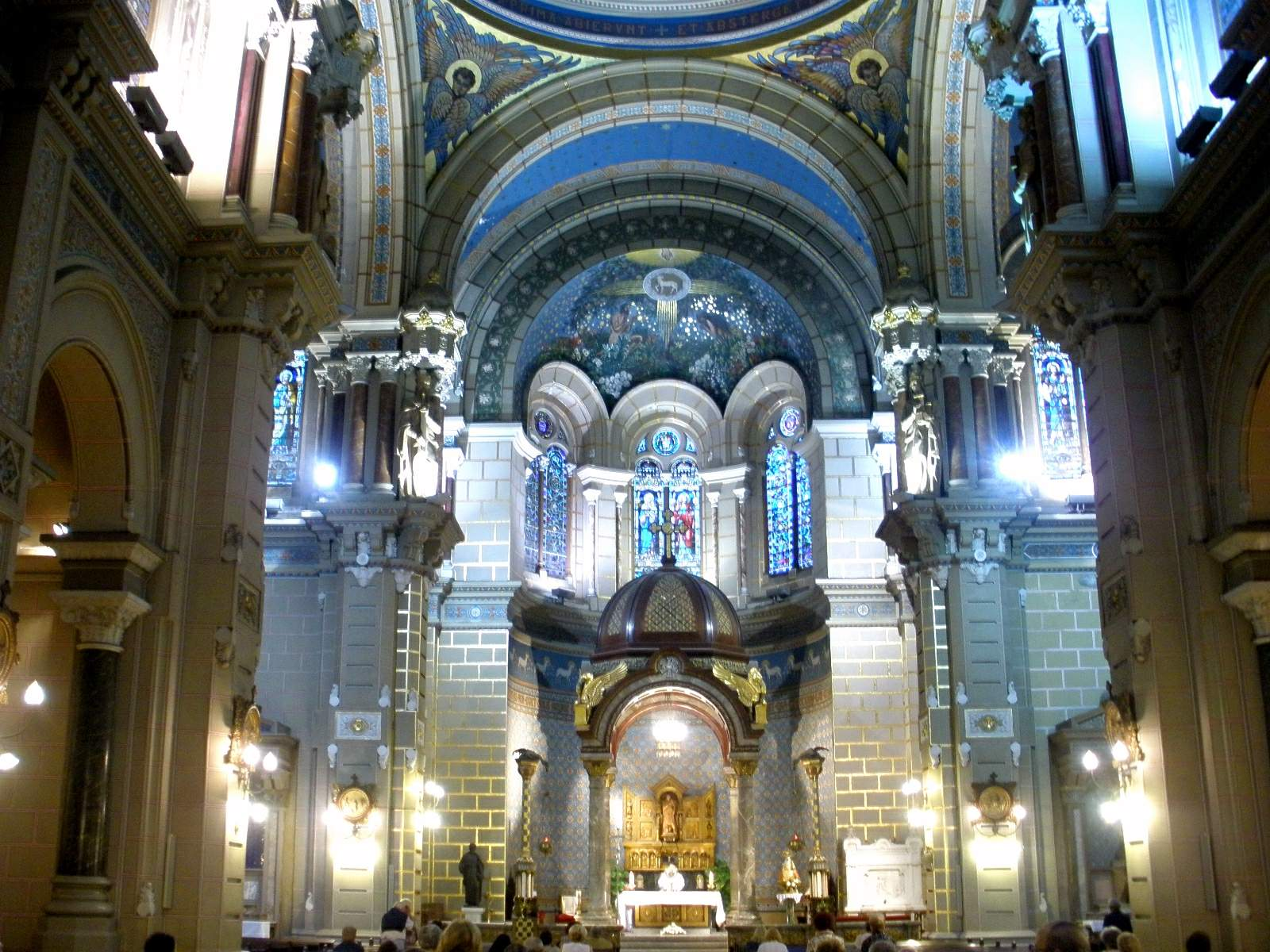
Interno della chiesa

La chiesa, progettata dall'architetto Luis Bellido, ha uno stile eclettico molto "fiorito" con la prevalenza di forme neoromaniche e bizantine. Fu eretta tra il 1912 e il 1915 per sostituire l'antica chiesa romanica di identica dedicazione, demolita nel 1882, che si trovava vicino alla cattedrale, alla confluenza delle vie San Juan e Schultz.
Ha una pianta a croce latina, con cappelle laterali e una grande cupola ricoperta esternamente di piastrelle rosse.
L'abside e il transetto terminano in absidiole poligonali. È costruita accuratamente in pietra rosa e bianca, con profusione di pinnacoli, modanature e capitelli. La facciata presenta un enorme finestrone a tre corpi ed è fiancheggiata da tre torri coronata da tempietti che contengono le campane. Le splendide vetrate, realizzate dalla casa Maumejean, sono di ispirazione gotica.
La chiesa conserva alcune immagini della chiesa primitiva tra le quali un Cristo della Misericordia e Sant'Antonio e San Francesco di Assisi.
Inoltre proviene da quella un'urna con le reliquie del beato Pedro Compadre, compagno di san Francesco di Assisi e fondatore in Oviedo del convento francescano, oggi sede della Giunta Generale del Principato della Asturie.
Il 23 ottobre del 1923 si sposarono in questa chiesa la nobildonna  Carmen Polo e il comandante (e futuro dittatore) Francisco Franco. La loro unica figlia, Carmen Franco è stata battezzata in questa chiesa.
Per il suo aspetto imponente è detta popolarmente la Catedral del Ensanche. Conficcata sulla facciata si trova una bomba inesplosa della guerra civile.